# Phát sáng kích thích quang học
Phát sáng kích thích quang học, viết tắt là OSL (tiếng Anh: Optically Stimulated Luminescence) là một phương pháp đo liều (dose) do bức xạ ion hóa gây ra .

Vùng năng lượng của electron của kim loại, bán dẫn và chất cách điện. Bình thường thì vùng hóa trị được lấp đầy, trong khi vùng dẫn trống.

## Nguyên lý
Phương pháp này sử dụng các điện tử bị bắt giữ có năng lượng nằm giữa vùng hóa trị (valence band) và vùng dẫn (conduction band) trong cấu trúc tinh thể của một số chất nhất định, như thạch anh, fenspat, oxit nhôm,... Các điểm bắt giữ là điểm không hoàn hảo của mạng tinh thể, do tạp chất hay khiếm khuyết. Bức xạ ion hóa tạo ra cặp điện tử-lỗ trống: Các điện tử trong vùng dẫn và lỗ trống trong vùng hóa trị. Các điện tử được kích thích vào vùng dẫn có thể bị bắt giữ trong bẫy điện tử hoặc lỗ trống. Lượng điện tử bị bắt giữ tỷ lệ với cường độ liều chiếu và thời gian chiếu, và phản ánh liều chiếu tích lũy của khối vật chất.
Khi có sự kích thích của nhiệt (tức đo với phát sáng nhiệt) hoặc ánh sáng (tức đo với phát sáng kích thích quang học) thì các điện tử bị bắt giữ nói trên chuyển trạng thái, có thể thoát khỏi bẫy và chuyển lên mức năng lượng ở vùng dẫn. Từ vùng dẫn điện tử có thể tái hợp với các lỗ trống bị mắc kẹt trong bẫy. Nếu trung tâm với các lỗ trống là một trung tâm phát sáng (trung tâm tái tổ hợp bức xạ) thì sẽ xảy ra phát xạ ánh sáng. Các photon này được phát hiện bằng cách sử dụng một đèn nhân quang điện (PMT). Các tín hiệu từ đèn PMT được sử dụng để tính toán liều mà vật liệu đã hấp thụ.

## Ứng dụng
Các máy đo OSL có độ nhạy cao, phát hiện được liều chiếu thấp cỡ 1 mrem cho tia X và tia gamma với photon có năng lượng từ 5 keV đến trên 40 MeV. Mức đo liều tương đương của OSL đo liều cho tia X và tia gamma tối đa là 1000 rem.
Đối với hạt beta có năng lượng từ 150 keV đến trên 10 MeV, dải đo liều là từ 10 mrem đến 1000 rem. Bức xạ neutron với năng lượng 40 keV đến trên 35 MeV có dải đo liều là từ 20 mrem đến 25 rem.
Trong chẩn đoán y tế dự phòng thì độ nhạy cảm cao của máy đo OSL làm cho nó là lý tưởng cho việc giám sát liều chiếu cho nhân viên làm việc trong môi trường bức xạ, đặc biệt là người lao động mang thai.
OSL có ít nhất là hai ứng dụng quan trọng:
- Định tuổi OSL cho vật liệu cổ: Chủ yếu là các trầm tích địa chất, và các vật liệu đã nung đốt như gốm, gạch, v.v... trong khảo cổ học[3]. Nó thay thế hoặc bổ trợ cho định tuổi di chỉ, đặc biệt là khi tàn dư hữu cơ không đủ cho phép định tuổi bằng cacbon-14.
- Đo liều chiếu bức xạ tích lũy trong các mô của những người làm việc ở môi trường có chiếu xạ hay X-quang, như trong y tế chiếu xạ, trong nghiên cứu, xây dựng hay vận hành tại các cơ sở hạt nhân hoặc khu vực của thảm họa hạt nhân.

## Phương pháp định tuổi OSL
Định tuổi OSL cho mẫu vật dựa trên đo liều chiếu tích lũy trong mẫu vật dưới tác động của bức xạ của môi trường, thường gọi là phông phóng xạ.
Phông phóng xạ gồm có bức xạ vũ trụ và bức xạ từ các đồng vị phóng xạ tự nhiên urani, thori, rubidi và kali . Đồng vị phóng xạ có mặt trong đất đá với hàm lượng rất khác nhau theo loại đất đá và vùng, và nói chung trong vùng trầm tích thì thường thấp. Nó tạo ra cường độ liều chiếu cỡ 0.5 - 5 Gray/1000 năm tùy theo đất đá ở vùng đó. Phông phóng xạ của môi trường là một trong các chỉ tiêu về môi trường sống, và thường được các nước trong đó có Việt Nam, đo và lập ra thành bản đồ phóng xạ.
Với các vật liệu kết tinh thì mạng tinh thể được chốt ở thời điểm hạ nhiệt độ tới điểm Curie. Các công cụ đồ đá hay đồ gốm thì sự chiếu sáng làm mất các điện tử bắt giữ ở lớp mặt, hoặc lần bị đốt nóng và hạ xuống dưới 400 °C cuối cùng, nên mốc tính tuổi được coi là lúc vật được chôn vùi trong di chỉ, cách ly với ánh sáng hay đốt nóng. Sau đó tác động của bức xạ của môi trường được đặc trưng bởi đại lượng gọi là liều chiếu tích lũy bức xạ. Việc đo giá trị này cho phép xác định tuổi tuyệt đối của mẫu vật, và được gọi là phương pháp định tuổi OSL.
Đo được liều chiếu tích lũy của mẫu vật và cường độ liều chiếu tại vùng có mẫu vật, thì tuổi được xác định theo công thức:
(Tuổi tuyệt đối) = (Liều chiếu tích lũy) / (cường độ liều chiếu)
trong đó cần xác định yếu tố đảm bảo rằng phông phóng xạ không thay đổi lớn ở vùng từ xưa đến nay, và điều này thường chỉ phải xem xét ở nơi có hoạt động núi lửa. Đơn vị của cường độ liều chiếu là Gray/1000 năm thì tuổi tính ra ngàn năm. Có sự khác nhau nhất định trong cách thức đo khi dùng "phát sáng kích thích quang học" hay dùng "phát sáng nhiệt".
Theo "School of Archaeology" thì định tuổi OSL có dải tin cậy 100 đến 300.000 năm, và sai số cỡ 5 - 10%.
Định tuổi OSL đã thực hiện với dạng đo phát sáng nhiệt cho Mungo Man (di cốt LM3) ở Úc. Những kết quả định tuổi OSL đã thực hiện với công cụ bằng đá ở Ả Rập đã đẩy thời điểm rời châu Phi của tổ tiên loài người theo thuyết "rời khỏi châu Phi" (Out of Africa) thêm 50.000 năm về trước, và thêm một con đường di cư có thể từ châu Phi tới bán đảo Arabia thay vì qua châu Âu.